# Christoph Flückiger
Christoph Flückiger (* 1974) ist ein Schweizer Psychologe, Psychologischer Psychotherapeut, Supervisor und Referent an Ausbildungsinstituten für kognitive Verhaltenstherapie in der Schweiz, Deutschland und den USA. Er ist Abteilungsleiter des Lehrstuhls für Klinische Psychologie II an der Universität Kassel und Co-Leiter der angegliederten Institutsambulanz.
Sein wissenschaftlicher Schwerpunkt liegt in der Wirksamkeitsforschung zur Psychotherapie. Er war an über 200 empirischen und konzeptuellen Publikationen zur Wirksamkeit der Psychotherapie beteiligt.

## Werdegang
Prof. Dr. Christoph Flückiger studierte von 1998 bis 2003 Psychologie an der Universität Bern, wo er anschließend von 2003 bis 2006 promovierte. Parallel absolvierte er von 2004 bis 2009 eine Psychotherapie-Weiterbildung mit Approbation.
Im Jahr 2006 begann er mit seiner Habilitation, die er 2012 an der Universität Bern abschloss. Zwischen 2009 und 2011 war er als Post-doc für fortgeschrittene Forschende an der University of Wisconsin in den USA tätig.
Von 2009 bis 2020 war er Mitglied der APA-Taskforce *Alliance in Adult Psychotherapy*, wo er maßgeblich an der Weiterentwicklung psychotherapeutischer Allianzen beteiligt war. In dieser Zeit war er zudem von 2011 bis 2015 Inhaber einer Ambizione-Assistenzprofessur an der Universität Zürich.
Zwischen 2013 und 2015 absolvierte er zusätzlich eine Supervisions-Weiterbildung (Approbation Supervision) an der Universität Zürich. Anschließend übernahm er 2015/2016 eine Dozentur für Klinische Psychologie und Psychotherapie an der Universität Bern.
Von 2016 bis 2022 war er Forschungsprofessor an der Universität Zürich und wirkte gleichzeitig im Leitungsgremium der Fachgruppe Psychotherapie der Föderation der Schweizer Psycholog:innen mit.
Seit 2022 ist er Professor und Abteilungsleiter für Klinische Psychologie II an der Universität Kassel.

## Forschung
Seine Forschung konzentriert sich auf die Wirksamkeit psychotherapeutischer Interventionen. Er war an über 200 empirischen und konzeptuellen Publikationen zur Psychotherapieforschung beteiligt. Dabei befasst er sich insbesondere mit Wirkfaktoren, therapeutischen Allianzen und der Qualität psychotherapeutischer Prozesse.

## Werke
- B. E. Wampold, Z. Imel, C. Flückiger: Die Psychotherapie-Debatte: Was Psychotherapie wirksam macht [dt. Adaption of the Great Psychotherapy Debate]. Hogrefe, Göttingen 2018.
- R. Frank, C. Flückiger (Hrsg.): Therapieziel Wohlbefinden. 4. Auflage. Springer, Berlin 2022.
- C. Flückiger, G. Wüsten: Ressourcenaktivierung – Manual für Psychotherapie und Beratung. 3. Auflage. Hogrefe, Göttingen 2021.
- C. Flückiger, G. Wüsten, R. E. Zinbarg, B. E. Wampold: Resource activation – Using the client’s own strengths in psychotherapy and counseling. Hogrefe, Cambridge, MA 2010.